# Бушуєв Володимир Федорович
Володи́мир Фе́дорович Бушу́єв (11 червня 1858 — 27 листопада 1936) — військовий лікар, доктор медицини (1889), статський радник, очолював Київський військовий шпиталь під час Першої світової війни.

## Біографія
Народився Володимир Федорович Бушуєв 11 червня 1858 р. в сім'ї міщан Петербурзької губернії. В 1886 р. закінчив Петербурзьку військово-медичну академію лікарем з відзнакою і направлений на службу в шпиталь при академії.
1889 р. Конференцією академії по екзамену затверджений в ступені доктора медицини. Наприкінці 1889 р. призначається молодшим ординатором Київського військового госпіталю.
В 1899 р., на запрошення головного лікаря Покровського жіночого монастиря М. В. Соломки (котрий одночасно був консультантом по хірургії Київського військового госпіталю), В. Ф. Бушуєв став завідувачем терапевтичного відділення цього лікувального закладу.
25 серпня 1899 р. назначений старшим ординатором Київського військового госпіталю, а 23 січня 1903 р. — консультантом.
Важливим етапом в житті В. Ф. Бушуєва став 1914 р., коли почалась Перша світова війна. Головного лікаря Київського військового госпіталю М. А. Галин направили на фронт, а на його місце призначили Володимира Федоровича. Це був дуже непростий період, коли було необхідно наладити роботу в умовах воєнного часу з урахуванням того, що багато штатних медиків відправлені в райони військових дій, а на їх місце пришли нові, як правило, молоді і недосвідчені спеціалісти. Через велике перевантаження пораненими довелось розгортати філіали шпиталю по всьому Києву.
27 січня 1915 р. до Києва прибув потягом імператор Микола ІІ, того ж дня він побував у Київському військовому госпіталі (того року особисто інспектував деякі госпіталі та інші лікарняні заклади). Після того як Микола II відвідав шпиталь, Бушуєв В. Ф., який супроводжував його увесь цей день, видав наказ, де підсумував візит імператора та дякував всім, хто допомагав хворим та пораненим у Київському госпіталі.
Головним лікарем госпіталю В. Ф. Бушуєв залишався до кінця 1917 р. При закріплені в Києві влади Центральної Ради його змінив на посаді доктор Л. Р. Кобилянський.
Після звільнення зі служби В. Ф. Бушуєв був назначений лікарем резерву Київського військового округу.
Ще певний час працював в Київському військовому госпіталі лікарем і займався приватною практикою. Помер 27 листопада 1936 р. Похований на Байковому кладовищі.

## Нащадки та родинні зв'язки
Перша дружина В. Ф. Бушуєва — Олександра Федорівна Бушуєва. Померла на початку 1920-х років. Спільні діти Володимира Федоровича і Олександри Федорівни — чотири сини:
- Леонід Володимирович Бушуєв — найстарший син, народився 10 квітня 1883 р., за освітою лікар. В 1909 р. отримав диплом з відзнакою по закінченню Імператорської Петербурзьку військово-медичної академії.

В 1911 р. проходив службу молодшим лікарем 4-го Харківського уланського полку, згодом працював вже у Київському військовому госпіталі молодшим ординатором, будучи в чині надвірного радника. У роки Першої світової війни як лікар брав участь у бойових діях на фронті.
В 1920 р. Л. В. Бушуєв виїхав в Одесу для надання міським медикам допомоги в боротьбі з тифом. Значився на посаді ординатора інфекційного госпіталю Одеси. При виконані обов'язку заразився сам та помер.
Донька Леоніда Володимировича — Олександра, 1912 р.н. — стала дружиною Каневського Генріха Григоровича, який працював головним інженером Кутаїського автомобільного заводу. У них народився син Леонід, який став відомим у Києві спортивним журналістом.
- Борис Володимирович Бушуєв — за освітою лікар. По закінченню Громадянської війни разом із залишками білогвардійських частин емігрував у Харбін (Маньчжурія). Подальша доля невідома.
- Петро Володимирович Бушуєв — наприкінці Громадянської війни разом із частинами Врангеля емігрував у Константинополь. Подальша доля невідома.
- Роман Володимирович Бушуєв — молодший син, підтримував революційні ідеї, став комсомольцем, був членом загонів продрозкладки. Вбитий під Києвом.